# Filip Trifonow
Filip Trifonow (bułg. Филип Трифонов; ur. 4 maja 1947 w Sofii, zm. 6 stycznia 2021 tamże) – bułgarski aktor. Wystąpił w ponad trzydziestu filmach od 1971 roku. Najważniejszą rolą Trifonowa jest jeden z jego pierwszych filmów Chłopiec zmienia człowieka, który miał premierę w 1972 roku.
Zmarł 6 stycznia 2021 roku na zawał serca w wieku 73 lat.

## Filmografia
- 1971: Egzamin jako Maystor Lio
- 1972: Chłopiec zmienia człowieka jako Ran
- 1973: Przerwana pieśń jako Tinko
- 1974: Garderoba jako Slavcho
- 1975: Mocna woda jako Flori
- 1976: Nie idź! jako Ran
- 1978: Czy dudy to instrument? jako Koleto
- 1982: Odbicia jako Kiril
- 1982: Lawina jako poeta
- 1982: Zespół bez nazwy jako Filip
- 1985: Proszę zapomnieć o tej sprawie jako Mladiyat sledovatel
- 1986: Rzędy jako Janko
- 1987: Życie na żądanie jako Martin
- 1988: AkaTaMuS jako Strahil Tzvetkov
- 1989: Do widzenia, Rio jako architekt Stoev
- 1990: Spacerując z aniołem jako Stefan
- 1991: Bai Ganyo pojechał do Europy jako Bodkov
- 2002: Rapsodia w bieli jako dyrektor
- 2006: Małpy zimą jako operator